# Atomopteryx incalis
Atomopteryx incalis là một loài bướm đêm trong họ Crambidae.